# Drugi brzeg (film 1962)
Drugi brzeg – polski dramat filmowy z 1962 roku w reżyserii Zbigniewa Kuźmińskiego. Scenariusz filmu powstał na podstawie nowel Stanisława Wygodzkiego oraz autentycznych wydarzeń zaczerpniętych ze wspomnień przedwojennych polskich komunistów. Akcja filmu rozgrywa się w latach 1936-1942.
Zdjęcia plenerowe zostały zrealizowane w Spale i Chorzowie.

## Opis fabuły
Rok 1936. Paweł, polski komunista i aktywny działacz KPP, ścigany przez policję trafia do domu kolegi z organizacji – Stefana. Tu zostaje jednak aresztowany przez policję i w konsekwencji skazany na wieloletnie więzienie. Paweł jest przekonany, że Stefan go sypnął, bowiem tylko on wiedział o jego kryjówce. Wewnętrzne śledztwo komunistycznej organizacji nie potwierdza jednak jego podejrzeń, dlatego gdy po ataku Niemiec na Polskę we wrześniu 1939 roku Pawłowi udaje się zbiec z więzienia, ponownie udaje się do Stefana po pomoc. Ten wita go jak starego przyjaciela i podaje adres gdzie mężczyzna ma się udać. Zanim Paweł tam dociera, pod samym niemal domem widzi jak Gestapo wyprowadza jego ukochaną dziewczynę – Ewę. Znów nabiera podejrzeń co do Stefana. Ponieważ ten wkrótce unika fali aresztowań komunistów w macierzystym zakładzie pracy, Paweł jest już pewien, że Stefan jest zdrajcą.
Po kilku latach, w środku niemieckiej okupacji, Stefan ponowie zjawia się w jego życiu. Paweł będąc przekonanym, że ma do czynienia z konfidentem, składa mu wieczorem wizytę w jego domu – tym samym w którym kilka lat wcześniej został aresztowany. Indagowany Stefan wypiera się jakiejkolwiek współpracy z polską policją i Gestapo, zapewnia o swojej niewinności. W tym samym momencie zjawia się Gestapo. Stefan ukrywa Pawła na strychu, skąd mężczyzna może bezpiecznie opuścić dom. Zanim to nastąpi jest świadkiem jak Stefan zaprzecza dopytującym się o niego Niemcom, za co zostaje zastrzelony. Widzi również prawdziwego zdrajcę – kioskarza z ulicy.

## Obsada aktorska
- Józef Nowak – Paweł Lasoń
- Alicja Pawlicka – Ewa
- Franciszek Pieczka – Stefan
- Ludwik Pak – Wasyl
- Zdzisław Karczewski – Florian
- Helena Chaniecka – Parolowa
- Witold Pyrkosz – Gabryś
- Stanisław Bieliński – Henryk
- Kazimierz Fabisiak – strażnik więzienny Gądek
- Marian Jastrzębski – ojciec Stefana
- Andrzej Krasicki – więzień kryminalny
- August Kowalczyk – przedwojenny polski śledczy
- Zdzisław Kuźniar – strażnik więzienny
- Zdzisław Lubelski – kioskarz-konfident
- Adam Mularczyk – więzień kryminalny "Rączka"
- Roman Sykała – naczelnik więzienia

i inni. 